# Acalypha afrestis
Acalypha afrestis é uma espécie de flor do gênero Acalypha, pertencente à família Euphorbiaceae.